# Tlatlajquitepec
Tlatlajquitepec är en ort i Mexiko.   Den ligger i kommunen José Joaquín de Herrera och delstaten Guerrero, i den sydöstra delen av landet, 230 km söder om huvudstaden Mexico City. Tlatlajquitepec ligger 1 700 meter över havet och antalet invånare är 252.
Terrängen runt Tlatlajquitepec är kuperad åt nordväst, men åt sydost är den bergig. Terrängen runt Tlatlajquitepec sluttar västerut. Runt Tlatlajquitepec är det ganska glesbefolkat, med 43 invånare per kvadratkilometer. Närmaste större samhälle är Cacahuatepec, 2,1 km norr om Tlatlajquitepec. I omgivningarna runt Tlatlajquitepec växer huvudsakligen savannskog.